# Santa Maria de Castellcir

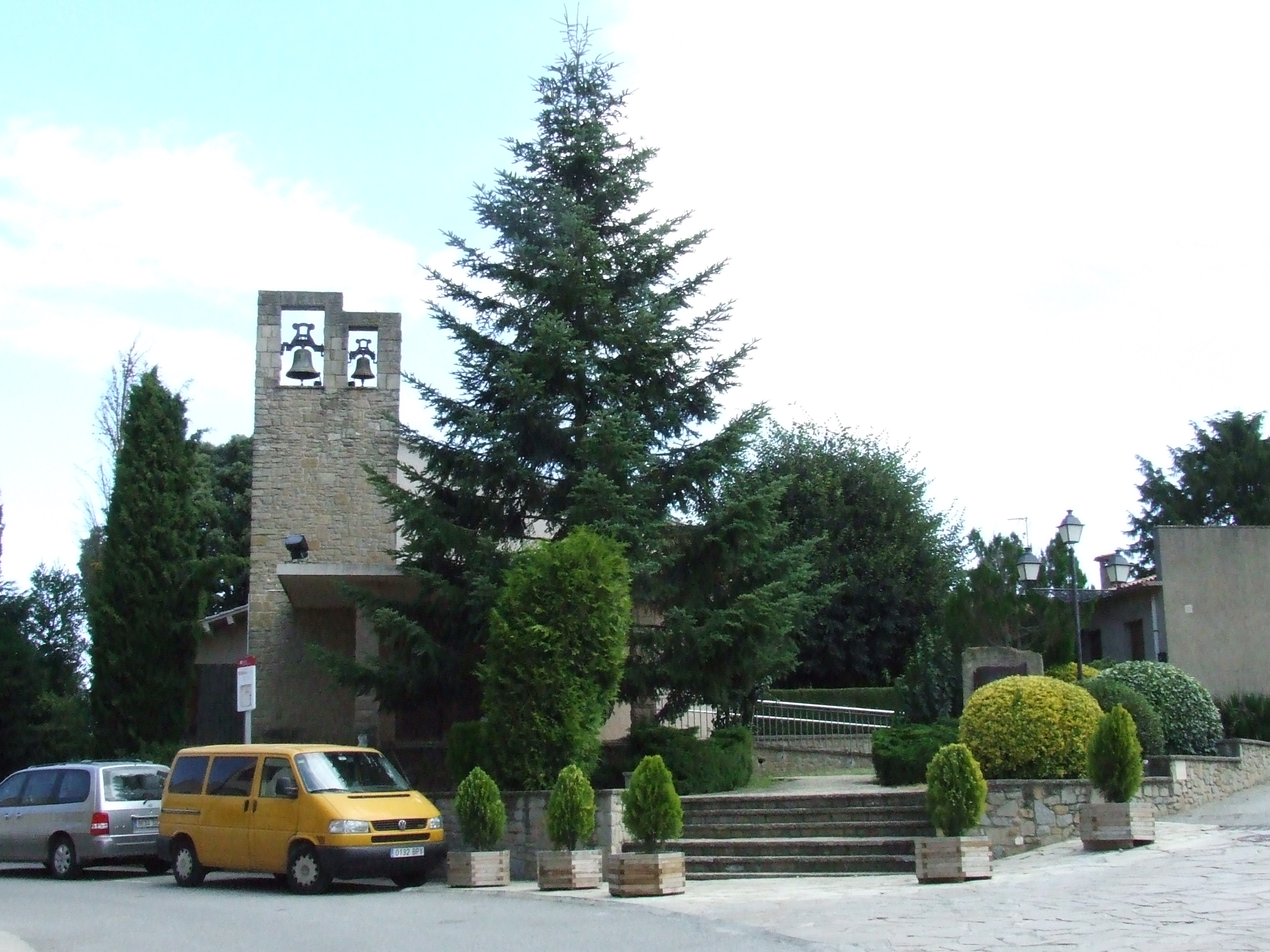
Entorn de l'església

Santa Maria de Castellcir, també dedicada a Sant Andreu, és l'actual església parroquial del poble de Castellcir, en el terme municipal homònim, al Moianès.
Està situada en el centre del poble actual de Castellcir, el Carrer de l'Amargura, en el carrer de Sant Andreu.

## Descripció
Construcció d'època moderna amb la casa rectoral i les dependències parroquials, de caràcter funcional, interconnectades. Aquesta església té una sola nau que es presenta coberta amb ciment en lleugera inclinació. Encarada a migdia, amb els corresponents serveis parroquials a la part sud.
L'absis és tancat per una vidriera de color amb disseny abstracte. A l'extrem esquerre de la façana s'aixeca el campanar, i a la seva part superior es troba una pseudo-espadanya per a albergar les campanes.
La façana és llisa i de pedra emblanquinada.
A l'altar es troba la imatge de la Verge, procedent de l'altar de Santa Maria de la parròquia de Sant Andreu. És una figura d'alabastre del segle xv.

## Història
Església aixecada l'any 1962. Degut a l'increment i a la quantitat de modificacions que va patir el poble, hom es va veure obligat a traslladar la seu de la parròquia de Sant Andreu a on és actualment.
En l'actualitat, d'aquesta església en depenen les antigues parròquies de Sant Andreu de Castellcir i Santa Coloma Sasserra i totes les capelles del terme de Castellcir, llevat de la de Sant Pere de Marfà, que depèn de la parròquia de Santa Maria de Moià. Des de Castellcir s'administra també la parròquia de Sant Martí de Granera.